# 小豆島尾崎放哉記念館

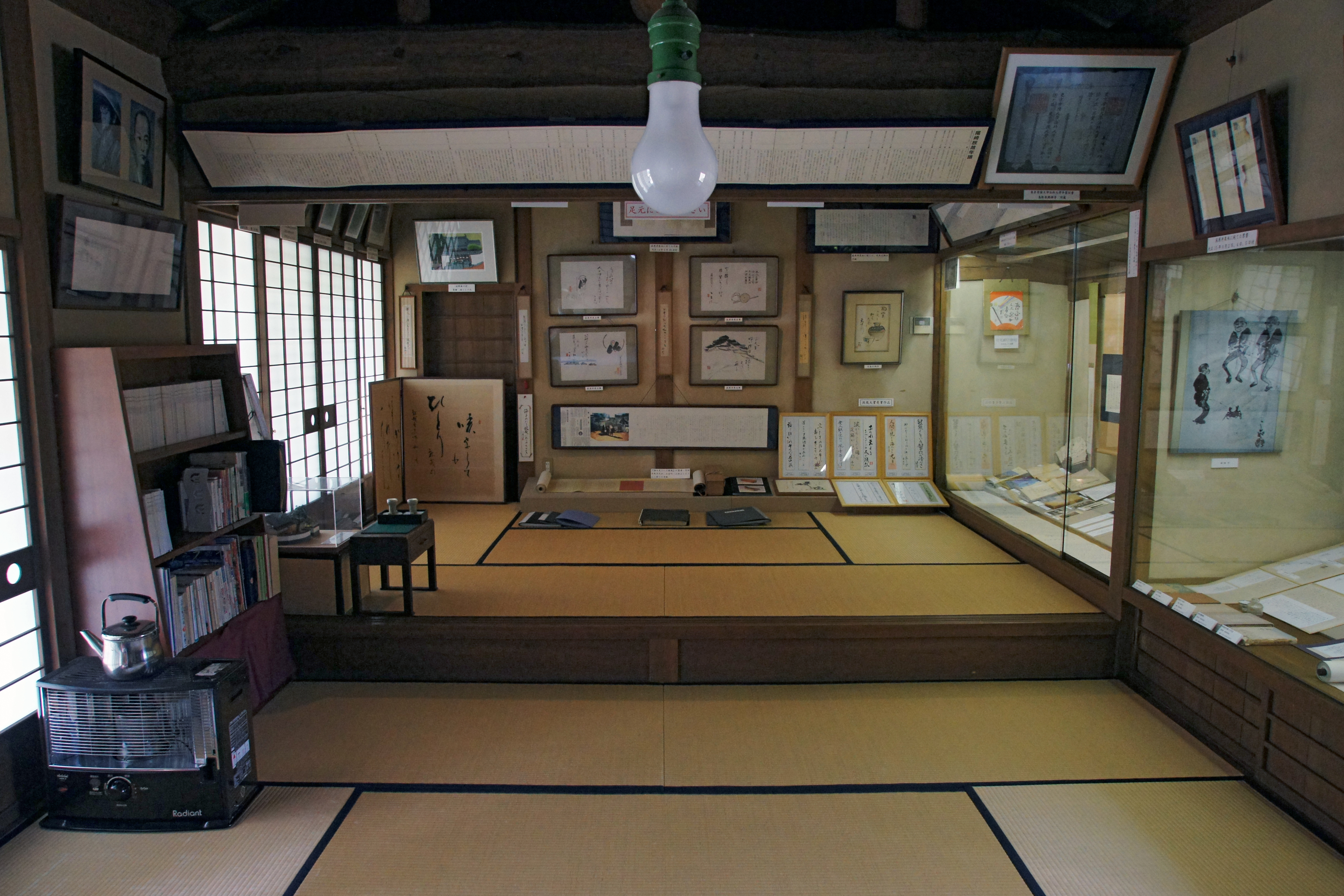
館内

小豆島尾崎放哉記念館（しょうどしまおざきほうさいきねんかん）は、香川県小豆郡土庄町にある土庄町立の文学館。

## 概要
エリートの身でありながら、流浪、貧窮のうちに早世した薄幸の天才自由律俳人尾崎放哉の業績を紹介するために、彼が人生の最晩年を過ごし、終焉の地となった小豆島土庄町の南郷庵（みなんごあん）に建設された施設で、1994年4月7日に開館した。ちなみに4月7日は放哉忌にあたる。
館に隣接する西光寺奥の院に、尾崎放哉の墓がある。

## 建築データ
- 建築面積 - 64.53平方メートル
- 間取り - 和室 8帖、6帖、2帖、土間

## 利用情報
- 開館時間：9時 - 17時
- 休館日：水曜日、年末年始

## 交通アクセス
- 土庄港より 徒歩20分

## 周辺
- 西光寺 - 小豆島八十八箇所札所
- エンジェルロード
- 迷路のまち
- 土渕海峡 - ギネスブック認定世界一狭い海峡。